# 1. Fussballclub Heidenheim 1846 2024-2025
Questa voce raccoglie le informazioni riguardanti il 1. Fussballclub Heidenheim 1846 nelle competizioni ufficiali della stagione 2024-2025.

## Maglie e divise
| Prima divisa | Seconda divisa | Terza divisa |

## Rosa
Aggiornata al 3 gennaio 2025. 
 
| N. |                     | Ruolo | Calciatore          |
| -- | ------------------- | ----- | ------------------- |
| 1  | Germania (bandiera) | P     | Kevin Müller        |
| 2  | Germania (bandiera) | D     | Marnon-Thomas Busch |
| 3  | Germania (bandiera) | C     | Jan Schöppner       |
| 4  | Germania (bandiera) | D     | Tim Siersleben      |
| 5  | Germania (bandiera) | D     | Benedikt Gimber     |
| 6  | Germania (bandiera) | D     | Patrick Mainka ()   |
| 8  | Brasile (bandiera)  | C     | Léo Scienza         |
| 9  | Germania (bandiera) | A     | Stefan Schimmer     |
| 10 | Germania (bandiera) | C     | Paul Wanner         |
| 11 | Germania (bandiera) | A     | Denis Thomalla      |
| 12 | Georgia (bandiera)  | A     | Budu Zivzivadze     |
| 13 | Germania (bandiera) | D     | Frans Krätzig       |
| 14 | Germania (bandiera) | A     | Maximilian Breunig  |
| 16 | Germania (bandiera) | C     | Julian Niehues      |
| 17 | Austria (bandiera)  | A     | Mathias Honsak      |
| 18 | Germania (bandiera) | A     | Marvin Pieringer    |

| N. |                        | Ruolo | Calciatore         |
| -- | ---------------------- | ----- | ------------------ |
| 19 | Germania (bandiera)    | D     | Jonas Föhrenbach   |
| 20 | Germania (bandiera)    | C     | Luca Kerber        |
| 21 | Germania (bandiera)    | C     | Adrian Beck        |
| 22 | Germania (bandiera)    | P     | Vitus Eicher       |
| 23 | Germania (bandiera)    | D     | Omar Haktab Traoré |
| 25 | Germania (bandiera)    | A     | Christopher Negele |
| 27 | Germania (bandiera)    | D     | Thomas Keller      |
| 29 | Danimarca (bandiera)   | A     | Mikkel Kaufmann    |
| 30 | Germania (bandiera)    | D     | Norman Theuerkauf  |
| 31 | Germania (bandiera)    | A     | Sirlord Conteh     |
| 33 | Stati Uniti (bandiera) | D     | Lennard Maloney    |
| 34 | Austria (bandiera)     | P     | Paul Tschernuth    |
| 36 | Germania (bandiera)    | C     | Luka Janeš         |
| 39 | Germania (bandiera)    | C     | Niklas Dorsch      |
| 40 | Germania (bandiera)    | P     | Frank Feller       |

## Risultati

### Bundesliga

#### Girone di andata
| Arbitro: | Jablonski (Brema) |

|  |           |                          |
|  | Marcatori | 66’ Wanner 82’ Schöppner |

| Arbitro: | Petersen (Stoccarda) |

|                                                  |           |  |
| Wanner 9’ (rig.) Scienza 30’ Beck 69’ Brenig 73’ | Marcatori |  |

| Arbitro: | Schröder (Hannover) |

|                                                  |           |                                  |
| Malen 12’ Adeyemi 17’, 41’ Emre Can 90+3’ (rig.) | Marcatori | 39’ Pieringer 74’ (rig.) Breunig |

| Arbitro: | Brand (Unterspiesheim) |

|  |           |                         |
|  | Marcatori | 54’ Dōan 59’, 65’ Grifo |

| Arbitro: | Exner |

|  |           |                             |
|  | Marcatori | 15’ Pieringer 86’ Schöppner |

| Arbitro: | Stegemann (Niederkassel) |

|  |           |            |
|  | Marcatori | 59’ Openda |

| Arbitro: | Siebert (Berlino) |

|                                         |           |                                  |
| Itakura 22’ Kleindienst 62’, 75’ (rig.) | Marcatori | 12’ Scienza 80’ (rig.) Pieringer |

| Heidenheim an der Brenz 27 ottobre 2024, ore 19:30 CET 8ª giornata | Heidenheim             | 0 – 0 referto | Hoffenheim | Voith-Arena (15 000 spett.)\| Arbitro: \| Dingert (Lebecksmühle) \| |
| Arbitro:                                                           | Dingert (Lebecksmühle) |               |            |                                                                     |

| Arbitro: | Willenborg (Osnabrück) |

|           |           |  |
| Erras 28’ | Marcatori |  |

| Arbitro: | Osmers (Hannover) |

|               |           |                                        |
| Pieringer 64’ | Marcatori | 3’ Gerhardt 42’ Dárdai 90’ Tiago Tomás |

| Arbitro: | Dankert (Rostock) |

|                                             |           |                       |
| Palacios 30’ Schick 32’, 52’, 71’ Xhaka 82’ | Marcatori | 10’ Dorsch 21’ Honsak |

| Arbitro: | Exner |

|  |           |                                            |
|  | Marcatori | 22’, 58’ Marmoush 49’ Chaïbi 90+4’ Ekitike |

| Arbitro: | Storks (Rasdorf) |

|                                               |           |                       |
| Upamecano 18’ Musiala 56’, 90+1’ Goretzka 84’ | Marcatori | 50’ Honsak 85’ Dorsch |

| Arbitro: | Dingert (Lebecksmühle) |

|            |           |                                                   |
| Wanner 41’ | Marcatori | 20’ Mittelstädt 45+2’ Millot 85’ (rig.) Woltemade |

| Arbitro: | Jablonski (Brema) |

|                         |           |  |
| Broschinski 6’ Bero 38’ | Marcatori |  |

| Arbitro: | Hartmann (Wangen im Allgäu) |

|                      |           |  |
| Krätzig 17’ Beck 83’ | Marcatori |  |

| Arbitro: | Jöllenbeck (Friburgo in Brisgovia) |

|                           |           |                                        |
| Grüll 1’, 79’ Ducksch 56’ | Marcatori | 30’ Schöppner 61’ Kerber 90+5’ Scienza |

#### Girone di ritorno
| Arbitro: | Dankert (Rostock) |

|  |           |                                       |
|  | Marcatori | 25’ (rig.) Eggestein 90+2’ Guilavogui |

| Arbitro: | Badstübner (Norimberga) |

|                                      |           |            |
| Matsima 45+1’ K. Schlotterbeck 90+2’ | Marcatori | 76’ Mainka |

| Arbitro: | Willenborg (Osnabrück) |

|            |           |                        |
| Honsak 64’ | Marcatori | 33’ Guirassy 63’ Beier |

| Arbitro: | Reichel (Stoccarda) |

|           |           |  |
| Grifo 30’ | Marcatori |  |

| Arbitro: | Brych (Monaco di Baviera) |

|  |           |                         |
|  | Marcatori | 29’ Burkardt 49’ Weiper |

| Arbitro: | Petersen (Stoccarda) |

|                               |           |                                |
| Openda 45+2’ Šeško 64’ (rig.) | Marcatori | 6’ Honsak 13’ (rig.) Pieringer |

| Arbitro: | Storks (Rasdorf) |

|  |           |                          |
|  | Marcatori | 8’, 59’ Hack 18’ Ngoumou |

| Arbitro: | Schlager (Hügelsheim) |

|               |           |                |
| Tabaković 34’ | Marcatori | 65’ Zivzivadze |

| Arbitro: | Osmers (Hannover) |

|                                           |           |            |
| Pieringer 33’ Zivzivadze 47’ Conteh 90+3’ | Marcatori | 87’ Harres |

| Arbitro: | Dankert (Rostock) |

|  |           |                      |
|  | Marcatori | 16’ (rig.) Pieringer |

| Arbitro: | Stieler (Sölden) |

|  |           |               |
|  | Marcatori | 90+1’ Buendía |

| Arbitro: | Gerach (Landau in der Pfalz) |

|                                 |           |  |
| Bahoya 10’ Koch 42’ Ekitike 71’ | Marcatori |  |

| Arbitro: | Willenborg (Osnabrück) |

|  |           |                                           |
|  | Marcatori | 13’ Kane 19’ Laimer 36’ Coman 56’ Kimmich |

| Arbitro: | Welz (Wiesbaden) |

|  |           |            |
|  | Marcatori | 89’ Honsak |

| Heidenheim an der Brenz 2 maggio 2025, ore 20:30 CEST 32ª giornata | Heidenheim               | 0 – 0 referto | Bochum | Voith-Arena (15 000 spett.)\| Arbitro: \| Stegemann (Niederkassel) \| |
| Arbitro:                                                           | Stegemann (Niederkassel) |               |        |                                                                       |

| Arbitro: | Badstübner (Norimberga) |

|  |           |                             |
|  | Marcatori | 12’, 73’ Beck 56’ Schöppner |

| Arbitro: | Welz (Wiesbaden) |

|            |           |                                                  |
| Kerber 80’ | Marcatori | 14’ (rig.) Schmid 33’ Stage 66’ Ducksch 86’ Topp |

#### Spareggio Promozione-retrocessione
| Arbitro: | Jablonski (Brema) |

|                           |           |                        |
| Siersleben 62’ Honsak 64’ | Marcatori | 18’ Petkov 42’ Asllani |

| Arbitro: | Stegemann (Niederkassel) |

|               |           |                         |
| Fellhauer 31’ | Marcatori | 9’ Honsak 90+5’ Scienza |

### Coppa di Germania
| Arbitro: | Michel (Magonza) |

|  |           |                                   |
|  | Marcatori | 43’, 48’, 53’ Breunig 52’ Scienza |

| Arbitro: | Kampka (Colonia) |

|                            |           |              |
| Scherhant 16’ Cuisance 74’ | Marcatori | 89’ Schimmer |

### UEFA Conference League

#### Qualificazioni
| Arbitro: | Viktor Kopiievskyi |

|             |           |                        |
| Rygaard 36’ | Marcatori | 31’ Conteh 66’ Scienza |

| Arbitro: | Giorgi Kruashvili |

|                                       |           |                          |
| Pieringer 30’ Wanner 84’ Honsak 90+2’ | Marcatori | 59’ Inoussa 79’ Agbonifo |

#### Fase campionato
| Arbitro: | Jorgji |

|                    |           |            |
| Beck 6’ Wanner 83’ | Marcatori | 77’ Blanco |

| Arbitro: | Vergoote |

|  |           |            |
|  | Marcatori | 25’ Mainka |

| Arbitro: | Hagenes |

|  |           |                          |
|  | Marcatori | 57’ Conteh 89’ Schöppner |

| Arbitro: | Gözübüyük |

|  |           |                       |
|  | Marcatori | 51’ Nkunku 86’ Mudryk |

| Arbitro: | Guida |

|                                |           |            |
| Türüç 6’ Crespo 18’ Piątek 68’ | Marcatori | 61’ Honsak |

| Arbitro: | Alberola Rojas |

|                |           |            |
| Theuerkauf 30’ | Marcatori | 77’ Stanić |

#### Fase a eliminazione diretta

##### Spareggi
| Arbitro: | Papapetrou |

|               |           |                           |
| Larsson 45+1’ | Marcatori | 59’ Keller 85’ Siersleben |

| Arbitro: | Dabanović |

|             |           |                                          |
| Scienza 74’ | Marcatori | 37’ Chiakha 53’ (rig.) Diks 114’ Huescas |

## Statistiche finali

### Statistiche di squadra
| Competizione      | Punti | In casa | In casa | In casa | In casa | In casa | In casa | In trasferta | In trasferta | In trasferta | In trasferta | In trasferta | In trasferta | Totale | Totale | Totale | Totale | Totale | Totale | DR  |
| Competizione      | Punti | G       | V       | N       | P       | Gf      | Gs      | G            | V            | N            | P            | Gf           | Gs           | G      | V      | N      | P      | Gf     | Gs     | DR  |
| ----------------- | ----- | ------- | ------- | ------- | ------- | ------- | ------- | ------------ | ------------ | ------------ | ------------ | ------------ | ------------ | ------ | ------ | ------ | ------ | ------ | ------ | --- |
| Bundesliga        | 29    | 17+1    | 3       | 3       | 12      | 15      | 35      | 17+1         | 6            | 3            | 9            | 26           | 32           | 34+2   | 9      | 6      | 21     | 41     | 67     | -26 |
| Coppa di Germania | -     | -       | -       | -       | -       | -       | -       | 2            | 1            | 0            | 1            | 5            | 2            | 2      | 1      | 0      | 1      | 5      | 2      | +3  |
| Conference League | 10    | 5       | 2       | 1       | 2       | 7       | 9       | 5            | 4            | 0            | 1            | 8            | 5            | 10     | 6      | 1      | 3      | 15     | 14     | +1  |
| Totale            | -     | 23      | 5       | 4       | 14      | 22      | 44      | 25           | 11           | 3            | 11           | 39           | 39           | 48     | 16     | 7      | 25     | 61     | 83     | -22 |

### Andamento in campionato
| Giornata  | 1 | 2 | 3 | 4 | 5 | 6 | 7 | 8  | 9  | 10 | 11 | 12 | 13 | 14 | 15 | 16 | 17 | 18 | 19 | 20 | 21 | 22 | 23 | 24 | 25 | 26 | 27 | 28 | 29 | 30 | 31 | 32 | 33 | 34 |
| --------- | - | - | - | - | - | - | - | -- | -- | -- | -- | -- | -- | -- | -- | -- | -- | -- | -- | -- | -- | -- | -- | -- | -- | -- | -- | -- | -- | -- | -- | -- | -- | -- |
| Luogo     | T | C | T | C | T | C | T | C  | T  | C  | T  | C  | T  | C  | T  | C  | T  | C  | T  | C  | T  | C  | T  | C  | T  | C  | T  | C  | T  | C  | T  | C  | T  | C  |
| Risultato | V | V | P | P | V | P | P | N  | P  | P  | P  | P  | P  | P  | P  | V  | N  | P  | P  | P  | P  | P  | N  | P  | N  | V  | V  | P  | P  | P  | V  | N  | V  | P  |
| Posizione | 3 | 1 | 4 | 9 | 6 | 9 | 9 | 10 | 12 | 14 | 15 | 16 | 16 | 16 | 16 | 16 | 15 | 16 | 16 | 16 | 16 | 16 | 17 | 18 | 18 | 16 | 16 | 16 | 16 | 16 | 16 | 16 | 16 | 16 |

Legenda:

Luogo: C = Casa; T = Trasferta. Risultato: V = Vittoria; N = Pareggio; P = Sconfitta.